# نانیانگوسور
نانیانگوسور (نام علمی: Nanyangosaurus) نام یک سرده از شاخه طنابداران است.